# مردی که نمی‌میرد (فیلم ۱۹۴۲)
مردی که نمی‌میرد (به انگلیسی: The Man Who Wouldn't Die) یک فیلم سینمایی آمریکایی در ژانر معمایی محصول سال ۱۹۴۲ به کارگردانی هربرت لیدز با بازی لوید نولان است. این فیلم پنجمین مجموعه از هفت فیلم سینمایی مایکل شاین است که توسط کمپانی فاکس قرن بیستم بین سال‌های ۱۹۴۰–۱۹۴۲ تولید شده‌است.

## خلاصه داستان
سه مرد به‌طور مرموزی در نیمه شب جسدی را دفن می‌کنند. دختر خانوادهٔ وولف به‌طور ناگهانی به مادرش دربارهٔ ازدواجش با پسری جوان می‌گوید و قرار می‌شود که به زودی با هم به مسافرت بروند. در همین هنگام آقای وولف به قبرستان می‌رود ولی جسدی که دفن کردند را نمی‌بیند.